# Archibald Robertson (vescovo)
Archibald Robertson (Sywell, 29 giugno 1853 – Oxford, 29 gennaio 1931) è stato un vescovo anglicano e teologo britannico.

## Biografia
Nipote del medico omonimo, studiò al Trinity College di Oxford, dove si laureò in studi classici. Si distinse presto come importante accademico di teologia e storia del cristianesimo, concentrando il proprio lavoro su sant'Atanasio di Alessandria e sulla cura delle sue opere.
Dapprima professore all'università di Durham dal 1883 al 1897, in quell'anno fu nominato rettore del King's College London. In riconoscimento del suo lavoro editoriale e teologico, nel 1902 fu candidato al premio Nobel per la letteratura dall'accademico John Wesley Hales, in riferimento a un ciclo particolarmente significativo di conferenze condotto da Robertson sulla storia del pensiero cristiano, ma la candidatura non ebbe successo. Nel 1903 fu eletto vescovo anglicano di Exeter, rimanendo nella posizione fino al 1916. Morì nel 1931; il suo figlio omonimo rigettò completamente la figura del genitore, divenendo ateo e comunista convinto e concentrando il suo lavoro storico-accademico sulla critica della religione.

## Opere
- (EN) St Athanasius on the Incarnation: Edited for the Use of Students with a Brief Introduction And Notes, 1882.
- (EN) Select Writings and Letters of Athanasius, Bishop of Alexandria (PDF), 1892.
- (EN) Regnum Dei: Eight Lectures on the Kingdom of God in the History of Christian Thought, 1901.
- (EN) A Critical and Exegetical Commentary on the First Epistle of St. Paul to the Corinthians, 1911.